# Henrique de Montfort
Henrique de Montfort foi um nobre inglês, filho de Simão de Montfort, 6.º conde de Leicester e Eleanor da Inglaterra. Tendo desempenhado um importante papel na Segunda Guerra dos Barões ao lado da oposição baronesa.
Morrendo durante a Batalha de Evesham em 1265.